# Wihéries
Wihéries is een dorp in de Belgische provincie Henegouwen, en een deelgemeente van de Waalse stad Dour. Tot 1 januari 1977 was het een zelfstandige gemeente.

## Bezienswaardigheden
- De Onze-Lieve-Vrouwekerk (Église Notre-Dame) werd gebouwd tussen 1723 en 1766 ter vervanging van een oudere kerk waarvan nog een aantal stenen in de fundering aanwezig zijn.

## Economie
Wihéries kende diverse steengroeven waar rode zandsteen (pierre rouge) werd gewonnen. Dit gebeurde eeuwenlang maar in 1930 werd de winning stopgezet. Ook zwarte marmer en kalksteen werd vroeger gewonnen. Er was geen steenkoolwinning maar vele inwoners werkten in naburige steenkoolmijnen. Ook enkele steenfabrieken waren te Wihéries in bedrijf.

## Natuur en landschap
Wihéries ligt aan de Ruisseau d'Élouges. Het landschap is heuvelachtig. De hoogte aan de kerk bedraagt 98 meter.

## Demografische ontwikkeling
- Bronnen:NIS, Opm:1831 tot en met 1970=volkstellingen, 1976= inwoneraantal op 31 december

## Geboren in Wihéries
- Constant Moreau (4 februari 1891) componist, dirigent en militaire muzikant.

## Nabijgelegen kernen
Audregnies, Élouges, Dour, Montignies-sur-Roc